# C.J. Bryce
Clarence Leland Bryce Jr. (Charlotte, Carolina del Norte, 30 de octubre de 1996) es un baloncestista estadounidense que pertenece a la plantilla del BC UNICS de la VTB United League. Con 1,96 metros de estatura, juega en la posición de escolta. 

## Trayectoria deportiva
Es un escolta formado en la North Mecklenburg High School de Huntersville (Carolina del Norte), hasta que en 2015 ingresó en la Universidad de Carolina del Norte en Wilmington, situada en Wilmington, Carolina del Norte, donde jugó durante dos temporadas la NCAA con los UNC Wilmington Seahawks, desde 2015 a 2017.
Tras una temporada en blanco, en 2018 ingresó en la Universidad Estatal de Carolina del Norte, ubicada en Raleigh, Carolina del Norte, para jugar otras dos temporadas la NCAA con los NC State Wolfpack, desde 2018 a 2020.
En la temporada 2021-22, firma por el Hübner Nyiregyhaza de la A Division húngara.
El 2 de junio de 2022, firma por s.Oliver Baskets de la Basketball Bundesliga.
La temporada siguiente fichó por el equipo ruso del BC Parma de la VTB United League.
El 5 de septiembre de 2024 fichó por el AEK B.C. de la A1 Ethniki griega.
El 29 de julio de 2025 regresó a la VTB United League tras fichar por el UNICS Kazan.